# Maschera nera, cavallo bianco
Maschera nera, cavallo bianco (Beyond the Sierras) è un film muto del 1928 diretto da Nick Grinde.

## Produzione
Il film fu prodotto dalla Metro-Goldwyn-Mayer (MGM).

## Distribuzione
Il copyright del film, richiesto dalla Metro-Goldwyn-Mayer Distributing Corp., fu registrato il 15 settembre 1928 con il numero LP25727.
Distribuito dalla Metro-Goldwyn-Mayer (MGM), il film uscì nelle sale cinematografiche statunitensi il 15 settembre 1928. Nel 1929, fu distribuito in Italia ottenendo in luglio il visto di censura numero 25126, in Finlandia (26 agosto, come Sierra-vuorten tuolla puolen), Irlanda (13 dicembre) e Austria (come Der Mann mit den zwei Gesichtern). 
In Portogallo, uscì il 5 marzo 1930 con il titolo O Capitão Fantasma.
Copia completa della pellicola si trova conservata negli archivi della MGM.